# Реканска каза
Реканска каза је била нижа административна јединица у Османском царству. Била је део Дебарског санџака Битољског вилајета. Центар казе, односно кадилука је био у месту Жрновници. Састојала се из две нахије Горње Реке и Доње Реке у којима је било 47 села. Становници су се почетком двадесетог века делили на хришћане и муслимане-Торбеше, а хришћани међу собом на патријаршисте и егзархисте, односно србомане и бугараше како су једни друге називали. Људи из других крајева, независно од опредељења звали су их Рекалијама или Реканцима.